# Барки, Ахмед
Ахмед Барки (араб. أحمد البركي‎; род. 16 марта 1980, Касабланка, Касабланка) — марокканский боксёр, представитель средней, полутяжёлой и первой тяжёлой весовых категорий. Выступал за национальную сборную Марокко по боксу в 2006—2014 годах, чемпион Африки, победитель и призёр многих турниров международного значения, участник летних Олимпийских игр в Лондоне.

## Биография
Ахмед Барки родился 16 марта 1980 года в Касабланке, Марокко.
Первого серьёзного успеха на взрослом международном уровне добился в сезоне 2006 года, когда вошёл в состав марокканской национальной сборной и выступил на домашнем международном турнире «Мухаммед VI Трофи» в городе Фес, где стал бронзовым призёром в зачёте средней весовой категории.
В 2009 году одержал победу на чемпионате Африки в Вакоа, побывал на Играх франкофонов в Бейруте, откуда привёз награду бронзового достоинства, дошёл до четвертьфинала на Кубке президента АИБА в Баку.
В 2010 году был лучшим на «Мухаммед VI Трофи» в Марракеше, выиграл серебряную медаль на международном турнире «Золотые перчатки» в Белграде, где в решающем финальном поединке был остановлен представителем Белоруссии Виталием Бондаренко. Также в этом сезоне отметился выступлением на Африканском кубке наций в Алжире.
Начиная с 2012 года боксировал в полутяжёлом весе, в частности в этой категории выступил на Мемориале Иштвана Бочкаи в Дебрецене. На Африканском олимпийском квалификационном турнире в Касабланке сумел дойти до финала и тем самым удостоился права защищать честь страны на летних Олимпийских играх в Лондоне. На Играх, однако, уже в стартовом поединке категории до 81 кг со счётом 8:17 потерпел поражение от китайца Мэн Фаньлуна и сразу же выбыл из борьбы за медали.
После лондонской Олимпиады Барки ещё в течение некоторого времени оставался в составе боксёрской команды Марокко и продолжал принимать участие в крупнейших международных турнирах. Так, в 2013 году в первом тяжёлом весе он стал бронзовым призёром на чемпионате Марокко в Марракеше, в 2014 году боксировал на чемпионате мира среди военнослужащих CISM в Алма-Ате.